# Revenant Records
Revenant Records is een Amerikaans platenlabel, dat zich richt op folk, blues en jazz. Het label werd in 1996 opgericht door John Fahey en Dean Blackwood en is gevestigd in Austin, Texas. Artiesten die op het label uitkwamen, zijn onder meer Derek Bailey, Cecil Taylor, Captain Beefheart, Dock Boggs, Charlie Feathers, Jim O'Rourke en Albert Ayler, waarvan in 2004 een box met zeldzaam en niet eerder verschenen materiaal uitkwam. Een box met muziek van Charlie Patton, "Sreamin' and Hollerin' the Blues: The World of Charlie Patton", won in 2003 drie Grammy Awards.